# Juan Pablo de Lojendio e Irure
Juan Pablo de Lojendio e Irure (San Sebastián, 17 de mayo de 1906-Madrid, 13 de diciembre de 1973). Diplomático y aristócrata español, fue embajador de España en varios países de Europa y América.

## Biografía
Hermano de Miguel María y Luis María.
Su dilatada carrera diplomática la inició como secretario de tercera clase en 1930, pasando al año siguiente a secretario de segunda clase. A partir de entonces ocupó los siguientes escalafones y destinos: cónsul en la ciudad argentina de Córdoba (1931); cónsul en Santiago de Chile (1932); en la Dirección General de Marruecos y Colonias, a las órdenes de la Presidencia del Consejo de Ministros (1934), y cónsul en Niza (1936). Fue el candidato más votado de Guipúzcoa en las elecciones del 16 de febrero de 1936, a las que se presentó como miembro de la CEDA, del Frente Contrarrevolucionario. No obtuvo el escaño, sin embargo, por no reunir el suficiente número de votos y, al retirarse en la segunda vuelta, consiguieron las actas los nacionalistas vascos y dos candidatos del Frente Popular.
Terminada la Guerra Civil Española, fue designado secretario de primera clase y ministro en Montevideo (1944); ministro plenipotenciario de tercera clase; jefe de la Oficina de Conferencias y Organismos Internacionales; director general de Relaciones Culturales (1951), y embajador en La Habana (1952). En esta ciudad, protagonizó un grave incidente diplomático en enero de 1960, cuando irrumpió de madrugada en los estudios de la televisión cubana y tuvo una fuerte discusión con el propio Fidel Castro, al que exigió una retractación ante sus afirmaciones de constituir la embajada de España un foco de actividades antirrevolucionarias. A raíz del incidente, fue declarado persona non grata por las autoridades cubanas y se le dieron veinticuatro horas para abandonar el país.
Más tarde será nombrado embajador en Berna (1961); embajador en Italia (noviembre de 1969), y embajador ante la Santa Sede, al frente de cuyo cargo murió. También presidió la delegación española en la Conferencia Internacional de plenipotenciario de la Unión Internacional de Telecomunicaciones, celebrada en Montreux (Suiza) en 1965.
Por su matrimonio con María Consuelo Pardo-Manuel de Villena y Verástegui ostentó el título de marqués consorte de Vellisca, con grandeza de España. Fue, además, miembro de honor del Instituto de Cultura Hispánica y académico correspondiente de la Academia Cubana de la Lengua. Fue condecorado en gran número de ocasiones. Algunos de sus escritos fueron los siguientes: El hecho histórico vasco en la unidad imperial de España (Madrid, 1935); Discursos a los vascos de América (Buenos Aires, 1937); etc.
Falleció el 13 de diciembre de 1973 en una clínica de Madrid a causa de una dolencia cardíaca, desempeñando el cargo de embajador ante la Santa Sede.

## Distinciones
- Gran Cruz de la Orden del Mérito Civil (1952)[7]
- Gran Cruz del Mérito Naval, con distintivo blanco (1954)[8]
- Gran Cruz de la Orden de Isabel la Católica (1959)[9]